# Crocidolomia suffusalis
Crocidolomia suffusalis is een vlinder uit de familie van de grasmotten (Crambidae). De wetenschappelijke naam van de soort is voor het eerst gepubliceerd in 1891 door George Francis Hampson.
De spanwijdte bedraagt ongeveer 25 millimeter.
De soort komt voor in India, China, Taiwan, Borneo, Nieuw-Guinea, Japan en Australië (Queensland en New South Wales).